# سليمان قبازرد
سُلَيْمان قَبَازَرْد (مواليد 14 أغسطس 1958) هو غطاس ومدرّب غطس ورجل أعمال كويتي. شارك في مختلف البطولات الدولية في السبعينيات ودرب المنتخب الوطني للغطس لعدة عقود.

## حياته المبكرة
وُلِدَ قبازرد في منطقة شرق بالكويت يوم 14 أغسطس 1958 لعائلة كويتية من أصل إيراني (عيم). أكمل دراسته الجامعية في الهندسة الميكانيكية بالولايات المتحدة في الثمانينيات. واستمر في العيش بأمريكا لبضع سنوات بعد تخرجه، حيث عمل مدربًا رياضيًّا ومنظفًا للمعدات. وعاد لاحقًا إلى الكويت وعمل في إحدى الوزارات الحكومية.

## مسيرته المهنية
شارك في منافسات منصة القفز 3 أمتار للرجال في الألعاب الأولمبية الصيفية 1976 التي أُقيمت في مونتريال، وحلَّ في المركز 27. وكان بالغاً من العمر آنذاك 17 عامًا فقط. وشارك عام 1978 في بطولة العالم للألعاب المائية في برلين وهو في العشرين من عمره، واحتل المركز 29. وشغل منصب الحكم الأول في سلسلة الاتحاد الدولي للسباحة العالمية الثالثة للغطس في بانكوك عام 2000.
درّب قبازرد المنتخب الوطني للغطس طوال التسعينيات والعقد الأول من القرن الحادي والعشرين حتى العقد الثاني منه، ويُنسب إليه الفضل إلى حد كبير في نجاح الكويت كدولة خليجية رائدة في رياضة الغطس. كما درّب العديد من الرياضيين الذين شاركوا لاحقًا في الألعاب الأولمبية الصيفية، ومنهم علي الحسن.

## ريادة الأعمال
بدأ قبازرد مسيرته في ريادة الأعمال في التسعينيات بافتتاح نادٍ صحي ومنتجع في الشارقة بالإمارات العربية المتحدة. ثم افتتح بعد ذلك عدة شركات في الكويت. وأسس سلسلة أندية «تشالنج» الصحية في الكويت في أوائل العقد الأول من القرن الحادي والعشرين.

## وصلات خارجية
- صفحة سليمان قبازرد على موقع سبورتس رفرنس.كوم